# Uloborus metae
Uloborus metae är en spindelart som beskrevs av Brent D. Opell 1981. Uloborus metae ingår i släktet Uloborus och familjen krusnätsspindlar.
Artens utbredningsområde är Colombia. Inga underarter finns listade i Catalogue of Life.